# Ойшер, Мойше
Мойше Ойшер (Моисей Зейликович Ойшер, Моррис Ойшер; идиш משה אױשער‎; 8 марта 1907, Липканы, Хотинский уезд, Бессарабская губерния — 28 ноября 1958, Скарсдейл или Нью-Рошелл, штат Нью-Йорк) — еврейский театральный и киноактёр, кантор, звезда американского кино на идише 1930—1940-х годов.

## Биография

### Ранние годы

Кантор Мойше Ойшер

Мойше Ойшер родился в семье кантора Зейлика Ойшера в бессарабском местечке Липканы (теперь Бричанского района Молдовы) в 1907 году. Вскоре после рождения младшей дочери (1913) отец уехал в Монреаль и Мойше со своей сестрой Фрейдл (будущей актрисой Фрейделэ Ойшер) воспитывался в доме своего деда по материнской линии столяра Мэхла (сам отец происходил из уездного местечка Хотин). Учился у известного липканского педагога Лейзера Школьника, был певчим в синагогальном хоре кантора Йосл Штернберга, участвовал в детских театральных постановках баснописца Элиэзера Штейнбарга.
В конце лета 1921 года Мойше с матерью и сестрой перебрались к отцу в Монреаль, а через два года вся семья переехала в Нью-Йорк, затем в Филадельфию, где отец получил позицию кантора в одной из филадельфийских синагог. Через несколько лет Мойше уже самостоятельно вернулся в Нью-Йорк и перетянул туда сестру. Первая работа будущего актёра в Америке — помощником продавца в продовольственной лавке (delicatessen store). В 1920-е годы начал участвовать в театральных постановках на идише вместе со своей сестрой, которая быстро приобрела известность исполнением детских ролей в театрах на Второй авеню нижнего Истсайда на Манхэттене (теперь район Ист-Виллидж). В начале 1930-х годов Ойшер организовал собственую антрепризу, для которой писал сценки под псевдонимом «бен Зейлик» (сын Зейлика), а с 1932 по 1934 год ездил с гастролями по Южной Америке, главным образом Аргентине.

### Румынская синагога

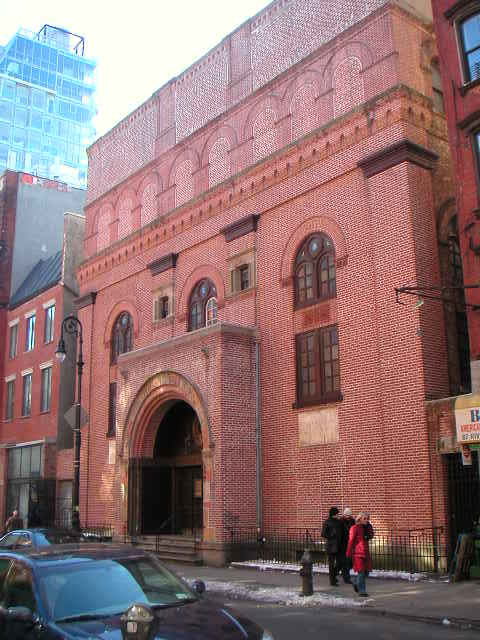
Фасад Румынской синагоги на Ривингтон стрит

По возвращении в Нью-Йорк, в 1935 году Ойшер прошёл по конкурсу на позицию кантора в знаменитой «Румынской синагоге» (идиш: Ди румэйнише шул), что было весьма серьёзным успехом для начинающего кантора. «Румынская синагога», или First Roumanian-American Congregation, по адресу 89 Ривингтон стрит (Rivington Street) между улицами Орчард (Orchard) и Ладлоу (Ludlow), являлась одной из самых знаменательных и старейших синагог города и в первую очередь славилась своей акустикой, залом на две тысячи мест и канторским искусством. Вследствие последнего она и получила в народе известность «Карнеги-Холла для канторов» (Cantors’ Carnegie Hall) — в разное время здесь постоянно работали или вели праздничные службы самые знаменитые канторы и оперные исполнители страны, в том числе Йосэлэ Розенблатт (1882—1933), Мойше Кусевицкий (1899—1966), Ричард Такер (1913—1975), Джен Пирс (1904—1984) и Роберт Меррилл (1917—2004); в хоре синагоги начинали комические артисты Эдди Кантор (1892—1964), Джордж Бёрнс (1896—1996), и Ред Баттонс (1919—2006). 

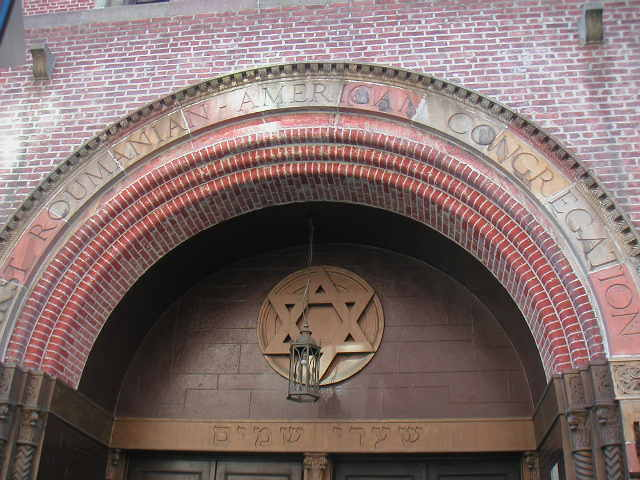
Деталь фронтона Румынской синагоги

Само здание Румынской синагоги было построено в 1857 году под немецкую евангелическую церковь, в 1864 году перекуплено немецко-еврейской конгрегацией (общиной) «Шаарей Шомаим» (небесные врата), в 1890 году вновь превратилось в церковь (на этот раз методистскую), и наконец в 1902 году стало Румынской синагогой с перестроенным в романском стиле фасадом (в результате пожара в январе 2006 года у здания рухнула крыша и спустя два месяца здание было снесено). Мойше Ойшер здесь работал до конца 1940-х годов, после чего выступал в летних пансионатах в Катскильских горах, где ему аккомпанировала на фортепиано его вторая жена.

### Кинокарьера
Тогда же, в середине 1930-х годов Ойшер дебютировал на нью-йоркском радио, с которым был связан до конца жизни, и женился на актрисе Флоренс Вайс (Florence Weiss) — их брак распался в начале 1940-х годов и в 1945 году Ойшер женился вторично, но до того и в театре и в кино он обыкновенно снимался вместе с женой. Вместе с Флоренс Вайс Ойшер на протяжении ряда лет вёл радиопередачу Stanton Street Clothiers на канале WBBC. Помимо нью-йоркских театров, он в эти годы работал также в Third Ward Yiddish Theater в Ньюарке (штат Нью-Джерси). 

Афиша антрепризы М. Ойшера и Ф. Вайс «Ночь в Париже» (Нахт ин Париз) на гастролях в Буэнос-Айресе, 1934

Свою дебютную и сразу принесшую ему широкую известность роль деревенского кузнеца Янкла Ойшер сыграл в кинокартине «Янкл-кузнец» (Енкл дэр шмид, в английском прокате The Singing Blacksmith) по одноимённой пьесе Довида Пинского (1872—1959). Пьеса дебютировала 25 ноября 1909 года в нью-йоркском театре Thalia в постановке Дувида Кесслера; премьера кинокартины режиссёра Эдгара Г. Алмера в адаптации Осипа Дымова (1878—1959) состоялась 1 ноября 1938 года в нью-йоркском Continental Theatre. Фильм представлял собой оперетту на музыкальной основе популярного тогда свинга. В следующем, 1939 году вышла другая музыкальная лента Ойшера «Виленский городской кантор» (Дэр вилнер штот-хазн, или в английском прокате Overture To Glory) по пьесе Бернарда Горина (1868—1925) «Дэр вилнэр балэбэсл» (Виленский молодожён), где он сыграл главную роль знаменитого виленского кантора Страшунского (1816—1850). В 1940 году на экраны вышел автобиографический фильм Ойшера «Канторский сынок» (Дем хазнс зиндл, в английском прокате The Cantor’s Son). К этому времени Мойше Ойшер был уже одним из самых знаменитых еврейских актёров страны и достиг пика своей популярности.

### Музыкальная карьера
В 1943 году Ойшер подписал контракт с Чикагским оперным театром (Chicago Opera) на исполнение ведущих ролей в постановках «Еврейки» (La Juive, 1835) Жака Фроменталя Галеви (1799—1862) и «Паяцев» (Pagliacci, 1892) Леонкавалло. Вскоре он однако перенёс свой второй сердечный приступ (первый инфаркт он перенёс ещё в возрасте 34 лёт и всегда страдал слабым сердцем) и выступления были прерваны. Тогда же, в самый разгар войны он снялся уже на английском языке в кинокартине «Песни о России» (Songs of Russia) компании Metro-Goldwyn-Mayer Studios, о попавшем в самом начале войны в Советский Союз американском дирижёре Джоне Мередите (John Meredith). 
Дальнейшей кинокарьере воспрепятствовало плохое здоровье, к концу 1940-х годов Ойшер даже уволился из Румынской синагоги и выступал лишь с периодическими концертными программами, к которым он написал ряд песен на слова современных ему еврейских поэтов, например популярную песенку «Стоит у местечка домишко» (Ба дэм штэтл штэйт а штыбл) на слова кишинёвского поэта Золмена Розенталя, «Мой дорогой» (Майн либэр, 1943) на слова советского еврейского поэта Ицика Фефера, на слова Ицика Мангера и других авторов. В конце 1940-х и начале 1950-х годов он записал несколько долгоиграющих пластинок — народных песен, театральных шлягеров (в том числе с дуэтом Сёстры Берри — The Barry Sisters), ансамблем Kadimah Singers и с клезмерским кларнетистом-виртуозом Дэйвом Таррасом (1897—1989) — в основном для лейбла Banner Records. В 1956—1958 годах вышли три антологии литургической (на древнееврейском языке) и народной (на идише) музыки к еврейским праздникам с нарративным текстовым сопровождением на английском языке (к Хануке — с наррацией его одиннадцатилетней дочери, пасхальному седеру и Судному дню), которые стали его последней музыкальной работой.
Большинство из этих записей были переизданы в последние два десятилетия, в том числе в цифровом ремастеринге исходных магнитных лент. Среди прочих, Ойшеру принадлежат первые записи популярных шлягеров «Дона-Дона» (композитора Шолома Секунды, 1894—1974) и «Майн штэйтэлэ Бэлц» (Мой городок Бельцы) — последней в киноленте «Канторский сынок» (1940). В 1956 году он снялся в своей последней роли в кино — в кинокартине «Пение в ночи» (Singing In The Dark) режиссёра Макса Ноззека, где он сыграл главную роль пережившего нацистские концлагеря и страдающего амнезией Лео. Мойше Ойшер умер 51 года в ночь с 27 на 28 ноября 1958 года от третьего по счёту сердечного приступа.

## Фильмография
- 1938 — «Енкл дэр шмид» (Янкл-кузнец, или The Singing Blacksmith — поющий кузнец), чёрно-белый. По одноимённой пьесе Довида Пинского. Режиссёр Эдгар Г. Алмер (Ульмер, Edgar G. Ulmer), продюсер Роман Ребуш. Сценарий Осипа Дымова (Перельман). Музыка: Янкев Вайнберг (Jacob Weinberg). В ролях: М. Ойшер (Янкл-кузнец); Флоренс Вайс (Ривке), Гершл Бернарди (1923-1986). VHS (видеокассета) — Ergo Media, 1992; DVD — Yiddish Film Collection (PAL), 2001 и National Center for Jewish Film (105 минут), восстановленный и оцифрованный с исходной киноплёнки, с дополнительными эпизодами, 2005 (оба издания — с английскими субтитрами).
- 1939 — «Дэр вилнэр штот-хазн» (Виленский городской кантор, или — в английском прокате — Overture To Glory, увертюра к славе). Сценарий Осипа Дымова (1878—1959), диалог поэта Янкева Глатштейна (1896—1971), музыка Александра Ольшанецкого (1892—1944). В ролях: М. Ойшер (кантор Йоэл-Дувид Страшунский), Флоренс Вайс (Ханэ, его жена); во второстепенных ролях — драматург Осип Дымов и кантор-композитор Манфред Левандовский (1895—1970). VHS (видеокассета) — Ergo Media, 1988; DVD — Yiddish Film Collection (PAL), 2001 и National Center for Jewish Film (105 минут), восстановленный и оцифрованный с исходной киноплёнки, с дополнительными эпизодами, 2005 (оба издания — с английскими субтитрами).
- 1940 — «Дэм хазнс зиндл» (Канторский сынок, или The Cantor’s Son). Режиссёр: начал картину Сидни Голдин, но после его скоропостижной смерти во время съёмок фильма закончил работу Илья Мотылев. Сценарий: Марк Швейд по книге Луиса Фраймана. Музыка Александра Ольшанецкого. В ролях М. Ойшер (Шлоймэлэ Райхман, сын кантора), Флоренс Вайс. В фильме впервые прозвучал в записи знаменитый шлягер А. Ольшанецкого и Дж. Джейкобса «Майн штэйтэлэ Бэлц» (Мой городок Бельцы) — под названием «Бэлц» (то есть просто Бельцы), написанный за несколько лет до того для Изы Кремер. VHS (видеокассета) — Ergo Media, 1989; DVD — Yiddish Film Collection (PAL), 2001 и National Center for Jewish Film (105 минут), восстановленный и оцифрованный с исходной киноплёнки, с дополнительными эпизодами, 2005 (оба издания — с английскими субтитрами).
- 1943 — «Песни о России» (Songs of Russia), режиссёр Грегори Ратов (Gregory Ratoff), продюсер Джо Пастернак (Joe Pasternak). В ролях: Роберт Тэйлор (1911—1969; в роли дирижёра Джона Мередита), М. Ойшер (в роли певца Уолтера Лоренса — Walter Lawrence); Михаил Чехов (1891—1955), Фёдор Шаляпин мл. (1905—1992), Зоя Карабанова, Владимир Соколов, Константин и Тамара Шайн, Лео и Барбара Булгаков и др. MGM Studios.
- 1956 — «Пение в ночи» (Singing In The Dark). Режиссёр Макс Ноззек (Max Nosseck). Сценарий, стихи к песням (на музыку А. Эльштейна, 1907—1963) и главная роль Лео — М. Ойшер.
- Cantors From The Golden Age: DVD (Канторы золотого века), Israel Music, 2005.

## Дискография
Канторские композиции в исполнении Мойше Ойшера входят в большинство исторических сборников канторского искусства.
- Moishe Oysher «The Master Singer of his People». Musique Internationale.
- «Дус кешенэвэр штыкэлэ/Гринэ блэтэр» (Кишинёвская композиция/Зелёные листья). Десятидюймовая граммофонная пластинка на 78 оборотах.
- «The Moishe Oysher’s Chanukah Party» (Празднество Хануки М. Ойшера, долгоиграющая грампластинка). Banner Records. Переидано на компакт-диске на лейбле Israel Music, 2005.
- «Moishe Oysher At His Best» (М. Ойшер в пике карьеры, долгоиграющая грампластинка). Дирижёр: кантор Мойше Кусевицкий. Greater Records, 1969. Переиздана в 1973 году.
- Moishe Oysher Sings (М. Ойшер поёт, литургические, канторские композиции на древнееврейском языке и театральные песни на идише). Banner Records.
- «The Vilner Balebesl Original soundtrack» (саундтрек к кинофильму «Виленский городской кантор»). Miriam Daniele Productions.
- «The Oysher Heritage: Moishe Oysher, Fraydele Oysher & Marilyn Michaels» (Наследие семьи Ойшер). Mew Productions, 2005 и SISU Home Entertainment, 2005.
- «Yiddish Golden Hits» (Золотые хиты на идише). Israel Music, 2005.
- «Гринэ блэтэр» (Зелёные листья). Israel Music, 2005.
- «The Moishe Oysher Seder» (Пасхальный седер М. Ойшера). Долгоиграющая грампластинка — Rozanna Records, 1956. Кассета под названием «Passover» (Еврейская Пасха), 1973. Компакт-диск — Israel Music, 2005 (Два компакт-диска, включающие исходные грампластинки: «Kol-Nidrei Night» и «Chanukah Party»).
- «Kol-Nidrei Night With Moishe Oysher» (Ночь кол-нидрэ с М. Ойшером), два компакт-диска. Israel Music, 2005 (долгоиграющая грампластинка — Rozanna Records, 1957).
- «The Moishe Oysher Chanukah Party». Долгоиграющая грампластинка — Rozanna Records, 1958. Переиздано на компакт-диске «The Moishe Oysher Seder», Israel Music, 2005.
- «Seder, Kol-Nidre and Chanukah». Leisure Time Music (США), 1994 (Все 3 долгоиграющие грампластинки к еврейским праздникам на двойном компакт-диске в общей упаковке).
- «The Fabulous Voice of Moishe Oysher» (Чудный голос М. Ойшера). Aderet Music, 1999.
- «The Barry Sisters. 20 Yiddish Swinging Hits» (Сёстры Бэрри: 20 свинговых хитов на идише; «hалевай» и «Хора-стакатто» вместе с М. Ойшером). Israel Music, 2005.
- «Yiddish American Klezmer Music: 1925—1956» (с кларнетистом Дэйвом Таррасом — Dave Tarras). Yazoo Records.
- «Simon Spiro: Traditional Cantorial and Concert Favorites» (Традиционные канторские и концертные шлягеры, трек № 2). Naxos.